# Scuola di matematica e navigazione di Mosca

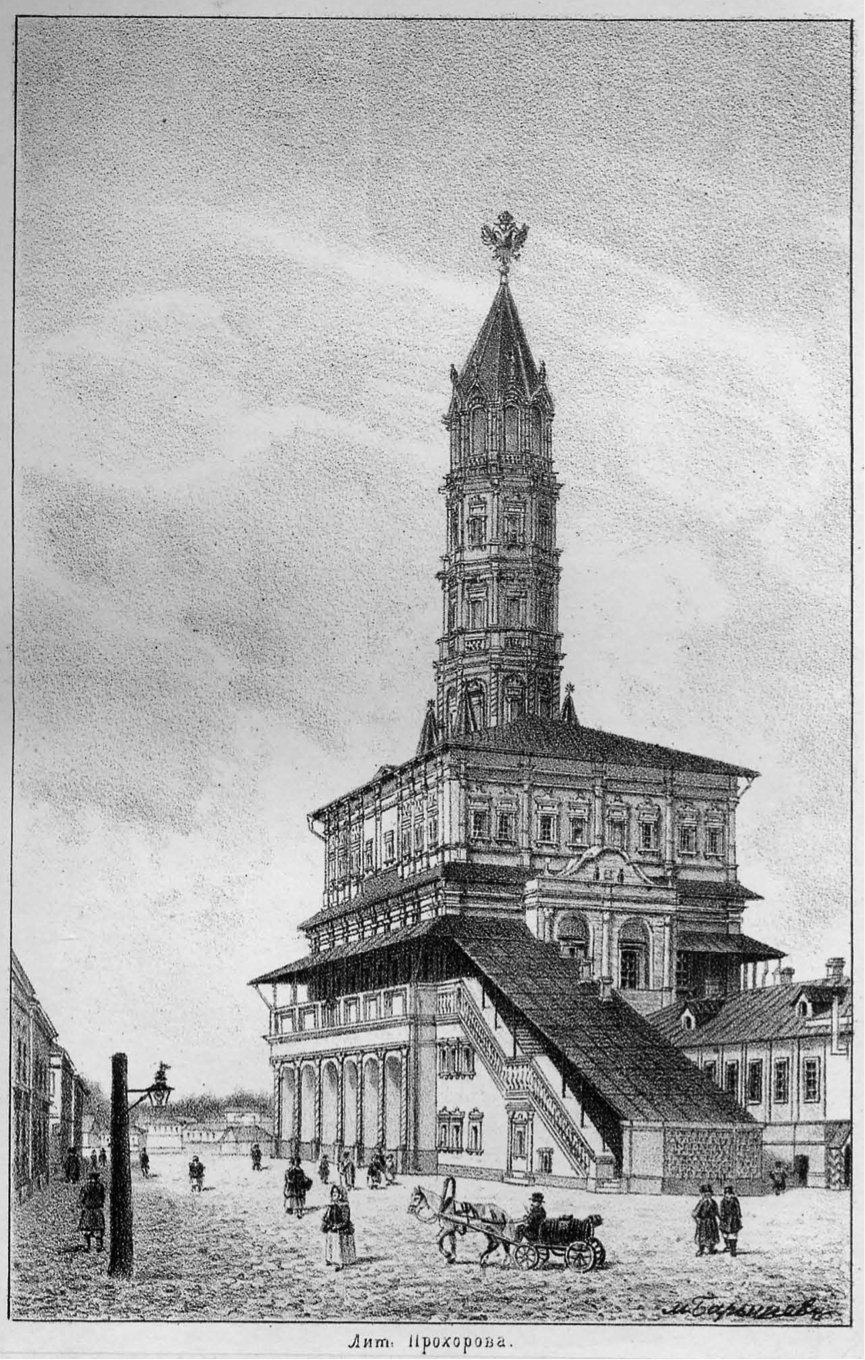
La Torre Sukharev a Mosca.

La Scuola di matematica e navigazione di Mosca (in russo Школа математических и навигацких наук?, Škola matematičeskich i navigackich nauk) era un istituto russo fondato da Pietro il Grande nel 1701. 
Posta di sede presso la torre Sukharev di Mosca, fu il primo istituto a mettere in pratica le nozioni apprese dallo zar nel corso della sua Grande Ambasciata in Europa col fine di creare marinai, ingegneri navali, cartografi e bombardieri accuratamente formati per supportare il programma di espansione della marina e dell'artiglieria di Pietro il Grande. Essa fu il precursore del moderno sistema di educazione tecnica della Russia. Nel 1712, le classi di artiglieria e di ingegneria vennero trasferite a San Pietroburgo con la fondazione della Scuola di artiglieria e di ingegneria. Abram Petrovič Gannibal fu il primo ingegnere capo della scuola. Nel 1715 la classe dei navigatori venne trasferita a San Pietroburgo con la fondazione dell'Accademia della marina. La scuola venne chiusa nel 1752.
Diversi istituti moderni si ritengono in continuità con la scuola di Mosca, tra cui l'Accademia navale N.G. Kuznetsov, l'Università tecnico-ingegneristica militare e l'Accademia di artiglieria Mikhailovskaya.